# Бігарці
Біга́рці, або біха́рці (бігар. बिहारी) — індо-арійський народ, основне населення індійського штату Бігар, де він мешкає вже біля трьох тисячоліть.
Крім Бігару, зараз мешкають в інших штатах Північної Індії: Західному Бенгалі, Махараштрі, а також Непалі, Бутані, Пакистані та Бангладеш. В 19 столітті багато бігарців емігрували до Гаяни, Суринаму, Тринідаду і Тобаго, Фіджі, Маврикію та Південної Африки. Під час розділу Індії в 1947 році багато бігарців-мусульман емігрували як мухаджири до Пакистану і Бангладеш, частина з них пізніше переселилася з Бангладеш до Пакистану.
Фактично складаються із декількох споріднених народів, основну масу складають боджпурці (на заході), маґахи (у центрі) та майтхіли (на півночі). Ці три народи відрізняються між собою за мовою. деякими звичаями й особливостями кастової системи.
Назва «бігарці» походить від слова вігара, або бігара, що означає монастир (у країні було багато буддійських монастирів).
Бігарці розмовляють переважно біхарськими мовами, зокрема маґадською, боджпуською, майтильською та іншими, деяке число перейшло на мови гінді або урду. Кожна з трьох названих бігарських мов має власну писемність і літературу.
За релігією більшість бігарців є індуїстами, інші — переважно мусульмани-суніти.
Територія штату Бігар з давніх часів була одним із центрів індійської культури та державності. Тут існували держави Маґада, Майтила, Вайшалі.
Головне заняття бігарців — землеробство. Основною культурою є рис. Вирощують також пшеницю, просо, бобові, цукрову тростину, тютюн. Розводять робочу худобу, овець, кіз, свиней (переважно нижчі касти), домашню птицю. Частина працює в промисловості.
Більшість живе у селах, населення яких становить до 500 осіб. У долині Гангу села значно більші, їх населення може складати від 2000 до 1500 жителів. Хати одноповерхові, стіни складені із саману, дах, що має два або чотири схили, критий соломою або черепицею. На північному заході та на півдні каркас роблять із бамбука, стіни плетені й обмазані глиною.
Основним одягом є сарі і дхоті. На півночі в одязі відчувається мусульманський вплив.
Основна їжа: варений рис, дал (бобові), приправлені овочами та спеціями, коржі, кисляк, шербет. Святковою стравою є пулао (плов) — рис з овочами, м'ясом або рибою.